# Distretto di Ferozepur
Il distretto di Ferozepur è un distretto del Punjab, in India, di 1 744 753 abitanti. È situato nella divisione di Ferozepur e il suo capoluogo è Ferozepur.